# Agdluitsok
Agdluitsok (suvremeni naziv Alluitsoq), nekadašnje eskimsko selo i danska postaja na jugu Grenlanda smješteno na fjordu Alluitsoq ili Lichtenau u blizini rta Farewell. Udaljen je oko 13 kilometara od Ammassivika (Sletten), koji se nalazi na suprotnoj strani istog fjorda.
Osnovan je 1774. godine kao Lichtenau (njemački: "Svijetla livada") od strane moravskog misionara Gotfrieda Grillich-a i pet obitelji. Neko je vrijeme to bilo najveće stalno naselje na Grenlandu. Misija je predana Luteranskoj crkvi Danske 1900. godine.